# یوشیاکی اوتا
یوشیاکی اوتا (انگلیسی: Yoshiaki Ota؛ زادهٔ ۱۱ ژوئن ۱۹۸۳) بازیکن فوتبال اهل ژاپن است.
از باشگاه‌هایی که در آن بازی کرده‌است می‌توان به باشگاه فوتبال جوبیلو ایواتا اشاره کرد.